# Viktor Ruban
Viktor Ruban (Carcóvia, Ucrânia, 24 de maio de 1981) é um arqueiro ucraniano, campeão olímpico.

## Carreira

### Atenas 2004
Ruban competiu nos jogos olímpicos de verão de 2004, conquistando a 13ª colocação geral individual e a medalha de bronze por equipes para seu país,  a Ucrânia.

### Pequim 2008
Em 2008, Ruban disputou a final com o sul-coreano Park Kyung-Mo, vencendo a disputa por 113-112 e conquistando o ouro individual. Também participou da disputa por equipes, com Markiyan Ivashko e Oleksandr Serdyuk, ficando com a quarta colocação após perder o bronze para a equipe chinesa.